# Schuld (Ethik)
Der Begriff Schuld wird in der Ethik in unterschiedlichen Zusammenhängen verwendet:
- Schuld für die Verletzung wohlverstandener Interessen anderer,
- bei jemand anderem aus Dankbarkeit oder wegen eines Versprechens „in der Schuld stehen“,
- Schuld/Unschuld als moralische Bewertungskategorie (Lebensführungsschuld),
- Schuld bedeutet im moralischen Sinne ein Verstoß gegen das Gewissen.

Sprachlich vorherrschend sind – auch nach literarisch-philosophischen Entsprechungen – drei Begriffsverständnisse:
- Schuld als etwas „Gesolltes“,
- Schuld als die Tat in der Bedeutung eines begonnenen und beendeten Vorganges mit Benennung der Tat-Person,
- Schuld als das durch die Tat bewirkte Ergebnis.[1]

## Schuld als Verantwortlichkeit
Schuld wird der folgend beschriebene Zustand genannt: wenn jemand für einen Verstoß gegen eine durch sittliche, ethisch-moralische oder gesetzliche Wertvorstellung gesetzte Norm verantwortlich ist. Beispielsweise kann dies der absichtliche Verstoß gegen ein Verbot (zum Beispiel Diebstahl) oder auch der fahrlässige Verstoß gegen ein Verbot (zum Beispiel Fahrlässige Tötung) sein. In der Regel wird davon ausgegangen, dass nur eine einzelne Person für ihre Schuld einzustehen hat und ihr die Schuld anderer nicht zurechenbar ist. So werden die Vererbbarkeit von Schuld und das Einstehenmüssen einer Gruppe für die Schuld anderer (Kollektivschuld, Sippenhaft) häufig abgelehnt. Schuld ist demnach höchstpersönlich.
Als Voraussetzung für Schuld wird angenommen, dass der Schuldige die Wahlmöglichkeit hatte, die als schlecht definierte Tat zu unterlassen. In der Philosophie wird die Schuldfähigkeit deshalb oft auf die Willensfreiheit zurückgeführt. Nach der Theorie des Determinismus, welche bei rückschauender Betrachtung das Handeln des Menschen in anlage- und umweltbedingten Bestimmungskräften begründet sieht, ist in Ermangelung der Fähigkeit des Menschen, sich frei zwischen Gut und Böse zu entscheiden, dem Schuldprinzip der Boden entzogen. Über die philosophische Fragen, was genau unter einer „freien Entscheidung“ zu verstehen ist, und ob der Mensch – ausgehend von der jeweiligen Freiheitskonzeption – „frei“ ist, sind sich Philosophen und andere Wissenschaftler uneinig. Traditionell sah man den Determinismus als mit der Willensfreiheit unvereinbar an; heute gibt es jedoch in Anlehnung an David Hume deutlich mehr Kompatibilisten als Inkompatibilisten.
Relativ bekannte Kompatibilisten sind im deutschsprachigen Raum Peter Bieri und Michael Pauen, in den USA prominente Philosophen wie Harry Frankfurt, Daniel C. Dennett und Richard Rorty. Diese Philosophen halten die Zuschreibung von Verantwortung und Schuld in einer deterministischen Welt (und nur in einer deterministischen) für sinnvoll, ebenso wie die Bestrafung von Menschen, die sich nicht an die gesellschaftlichen moralischen Regeln halten.
Die Inkompatibilisten argumentieren, die deterministische Lehre bejahe zwar die Möglichkeit, Täter zur Verantwortung zu ziehen (dies lässt sich zum Beispiel auf einen Gesellschaftsvertrag gründen, der die Vereinbarung enthält, sich gegenseitig als frei und verantwortlich zu behandeln und behandeln zu lassen), sei aber mit der Willensfreiheit unvereinbar. Daher verneinen sie ein Recht der Gesellschaft auf Bestrafung (Übelzufügung) und halten nur eine Behandlung des Täters und eine Sicherung der Gesellschaft vor solchen Personen (zum Beispiel durch Sicherungshaft) für angebracht.
Vertreten werden der normative Schuldbegriff und der psychologische Schuldbegriff:
- Dem normativen Schuldbegriff zufolge besteht Schuld in der Bewertung einer gewollten oder fahrlässigen unethischen Handlung. Die Wertung erfolgt anhand des Kriteriums der Vermeidbarkeit unethischen Verhaltens. Neben dem Konzept, dass Schuld Vorwerfbarkeit willentlichen Handelns sei, wird auch
- der psychologische Schuldbegriff vertreten. Dieser sieht Schuld in der persönlichen Beziehung des Menschen zu seiner Handlung. Dem psychologischen Schuldbegriff zufolge orientiert sich Schuld an den Kategorien Kenntnis/Unkenntnis oder Wollen/Nichtwollen des ethisch missbilligten Verhaltens. Dieser Schuldbegriff ist nicht so subtil, weil er Überlegungen wie sittliche Reife, Einsichtsfähigkeit, die Motive für bestimmte Handlungen und ethische Dilemmata für die Bewertung von Schuld außer Betracht lässt.

Auch wenn man davon ausgeht, dass der Mensch wegen seiner Fähigkeit, sein Verhalten an den sozialethisch verpflichtenden Wertvorstellungen und Normen auszurichten, seinen Antrieben nicht wehrlos ausgeliefert ist, ist es oftmals schwierig zu entscheiden, wer an einer Handlung schuld ist. Legt man den normativen Schuldbegriff zugrunde, ist in Betracht zu ziehen, ob:
- der Mensch die sittliche Reife oder eine anderweitige Befähigung besitzt (zum Beispiel keine Bewusstseinstrübung), die erforderlich ist, um seine Pflicht zu erkennen und nach dieser Einsicht zu handeln;
- ein ethisch missbilligtes Verhalten einer ethisch tadelnswerten Gesinnung entspringt. Um festzustellen, welche Gesinnung aus der Handlung spricht, kann berücksichtigt werden:
  - die Schwere der ethischen Pflichtverletzung als ein Maß für den Gesinnungsunwert;
  - ethische Gleichgültigkeit oder gar Feindschaft gegenüber ethischem Verhalten, Böswilligkeit und Rücksichtslosigkeit; andererseits ist dabei zu überlegen, ob und wann die irrige Annahme von Umständen, die grundsätzlich missbilligtes Verhalten ausnahmsweise auszuführen gestatten würde, den Gesinnungsunwert entfallen lässt;
  - eine außerordentliche Motivationslage, die zum Beispiel durch die konkrete gegenwärtige Gefährdung eigener wesentlicher Interessen (eigenes Leben, Gesundheit und Freiheit) oder wesentlicher Interessen nahestehender Personen oder infolge Verwirrung, Furcht oder Schrecken (asthenische Affekte) die Willensbildung gestört hat, sodass eine Entscheidung für das ethisch Gebotene nicht mehr zumutbar und damit unethisches Verhalten nicht mehr vorwerfbar ist;
- zum Zeitpunkt der Handlung Kenntnis über ein Verbot vorhanden war, das Verbot für ungültig gehalten wurde oder der handelnde Mensch das Verbot derart falsch auslegte, dass er ein ethisch missbilligtes Verhalten als untadelig betrachtete (siehe auch Verbotsirrtum). Bei der Beurteilung der Schuld ist auch zu überlegen, ob dem handelnden Menschen fehlendes Unrechtsbewusstsein zugutekommen kann oder ob er vielmehr zur Erkennung des ethisch Gebotenen sein Gewissen nach Möglichkeit anspannen muss, um die Einsicht zu erlangen, Unrecht zu tun;
- sich das ethisch Gebotene wegen eines ethischen Dilemmas nicht ermitteln lässt.

Allgemein existiert die Vorstellung, dass ein Ausgleich der Schuld erreicht werden könne, indem der Schuldige Buße bzw. Sühne tut, Wiedergutmachung leistet, die Untat des Schuldigen gerächt wird (Vergeltung) oder dem Schuldigen die Schuld vergeben wird. In vielen Gesellschaften ist das Talion-Prinzip noch lebendig. Nach der Sühne, Wiedergutmachung, Vergeltung oder Vergebung ist die Schuld dann erloschen.
Hat ein Mensch keine Schuld an einem Vergehen, so ist er unschuldig bzw. in juristischer Diktion ‚schuldlos‘. Nach der Unschuldsvermutung ist jeder solange als unschuldig anzusehen, bis seine Schuld in einem öffentlichen Verfahren, in dem alle für seine Verteidigung nötigen Voraussetzungen gewährleistet waren, gemäß dem Gesetz nachgewiesen ist.
Ein Sonderproblem ist der Überzeugungstäter. Es ist fraglich, ob ethische Pflichten, welche nicht auch aus der Neigung des jeweiligen Menschen befolgt werden, also im Gewissen desselben angelegt sind (Gewissenspflichten), überhaupt letztverbindlich sein können. Konfligieren die Überzeugungen des Täters und die durch die Gemeinschaft definierten ethischen Pflichten, ist das Problem der Letztverbindlichkeit auch vor dem Hintergrund der Gewissensfreiheit zu betrachten.

## Schuld als sittliche Pflicht
Einem völlig anderen Konzept von Schuld begegnet man bei sittlichen Pflichten oder Rücksichten, die zu nehmen sind. Die Störung der Gerechtigkeit tritt hier nicht wegen einer fehlerhaften Einstellung eines Missetäters zu ethischen Anforderungen ein, die zu einer Beeinträchtigung von Rechten, Rechtsgütern oder wohlverstandenen Interessen anderer führt, sondern fußt auf einer Leistung oder einem Versprechen einerseits und regelmäßig erwarteter Dankbarkeit andererseits (siehe auch Grober Undank). Dann steht der Begünstigte dieser Tat in einem Schuldverhältnis zum Ausüber – man sagt, man stehe in jemandes Schuld. Diese Schuld wird durch eine angemessene Gegenleistung getilgt.

## Lebensführungsschuld und moralische Bewertung
Schuld und Unschuld werden manchmal auch als Bezeichnungen für fundamentale moralische Verdorbenheit bzw. Vollkommenheit verwendet. Im Christentum spricht man beispielsweise von der Erbsünde, mit der ein die ganze Menschheit durchziehender Hang zur Abwendung von Gott und Hinwendung zum Bösen bezeichnet wird.
Schuld kann unter psychologischen Gesichtspunkten als unbewusstes Inszenierungssymptom zur Erzeugung oder Aufrechterhaltung von Grenzen beschrieben werden. Pathologisch kann es sich unter anderem als Schuld-„Waffe“, in der Tabuisierung, der Verantwortungsablehnung, dem Missbrauch der internalisierten Schuldgefühle (Scham) anderer äußern.
Schuldgefühle können verdrängt, also demjenigen selbst nicht bewusst sein, wenn sie beispielsweise an ein Trauma erinnern (Mord aus Affekt). Eine andere Möglichkeit der Verdrängung ist die Rationalisierung, also Argumente dafür zu finden, weshalb man sich nicht schuldig gemacht hat, was aber die damit abgespaltenen Schuldgefühle kaum unterdrückt. Sie agieren sich an anderer Stelle unbewusst aus.
Die Lebensführungsschuld als juristischer Begriff war für die Rechtsprechung im Deutschland der Jahre 1933 bis 1945 von Bedeutung. Unter dem sehr willkürlichen Vorwurf einer – unspezifischen – Lebensführungsschuld verhängte die Strafjustiz des Nationalsozialismus schwere Strafen. (Siehe dazu auch rechtsfreier Raum.)

## Kulturwissenschaft
Schuldidentitäten können kulturell und sozial höchst divergieren, verschieden ausgeprägt und legitimiert sein. Im Kontakt unterschiedlich schuldsozialisierter Menschen kann dies bei Unkenntnis von Soll-, Muss- oder Kannvorschriften zu erheblichen Konflikten führen. Die linke Hand kommt in Europa zum Gruß vom Herzen und ist positiv konnotiert. In anderen Ländern ist es die „schmutzige“ Hand; wer sie gibt, übt eine Beleidigung aus. Im diplomatischen Dienst oder bei geschäftlichen und privaten Auslandskontakten nützt es, die divergierenden Schuld-Fallen zu kennen.
Wer als Soldat im Krieg straffrei tötet, wird in Friedenszeiten für die gleiche Handlung schuldig gesprochen – eine temporäre bzw. situative Schuldbewertung. Schuld kann daher als ein Konstrukt beschrieben werden, also eine Vereinbarung auf Inhalt, Zeit und Raum von Menschen und deren Institutionen. Regelverletzungen sind in diesem Sinne kommunikative Indikatoren, die auf neue Regelabsprachen (Richtlinie, Norm) zielen und damit neue Schuldnormen einfordern.
Im Völkerrecht kann man derzeit erleben, dass bei der Terrorismusbekämpfung die bisherigen Staatsvereinbarungen nicht mehr greifen, weil die Terroristen (mehr oder weniger und nachweisbar) staatenlos operieren, um ihre Ziele zu verfolgen. Das wiederum scheint einige vom Terrorismus betroffene Staaten und deren Regierungen in der (symbiotischen?) „Gegenübertragung“ zu legitimieren, der Gerichtsbarkeit mittels Schuld und Sühne und damit auch den Terroristen die Verfassungsgrundlage des Bürgers und des Staates zu entziehen. Damit entsteht ein (scheinbar) rechtsfreier Raum, wenn auf einer anderen Ebene dieser Staat den Institutionen einer Weltgerichtsbarkeit die Legitimation der Rechtsprechung verweigert. Hier stellt sich die Frage nach einer neuen (anderen?, weiteren?) Schuld.
Kompliziert wird es, wenn in diesem Sinne die Definition des „Terroristen“ eingefordert wird. In manchen Staaten regieren ehemalige „Freiheitskämpfer“, die von den vorherigen Machthabern als „Terroristen“ beschuldigt wurden. Diese wurden zu „Freiheitskämpfern“, weil die Machthaber in ihren Augen die Macht missbrauchten, sich also schuldig machten.
Siehe auch Wurmsers psychodynamische Erklärungen über gegenseitige Schuldzuweisungen von Staaten als Legitimation von (möglichen) Kriegshandlungen, um durch diese Taktik inner- oder außerstaatliche Interessen durchzusetzen.

## Schuld als erlernte Angst in Ermangelung von Vernunftgründen
In seiner kulturkritischen Monographie Jenseits von Schuld und Gerechtigkeit führt der deutsch-amerikanische Philosoph Walter Arnold Kaufmann das Schuldgefühl ausschließlich auf die Angst vor Strafe zurück. Zur Veranschaulichung bezieht Kaufmann sich auf eine Passage aus Kafkas Brief an den Vater, in der beschrieben wird, wie der Vater alle Vorbereitungen trifft, um seinen Sohn körperlich zu züchtigen, es dann aber im letzten Moment unterlässt. Kafka vergleicht sein daraus resultierendes Gefühl mit dem eines um ein Haar Gehenkten, der im letzten Moment von seiner Begnadigung erfährt und „sein Leben lang daran zu leiden“ hat; denn aus den „vielen Malen, wo ich Deiner deutlich gezeigten Meinung nach Prügel verdient hätte, ihnen aber aus Deiner Gnade noch knapp entgangen war“ sammele sich, so Kafka, ein „großes Schuldbewußtsein“ an.
Kaufmann entwickelt und belegt im Verlauf seiner weiteren Ausführungen die Theorie, dass Schuldgefühle in der Kindheit erlernt werden, wenn Eltern und vergleichbare Autoritäten Verbote ohne nachvollziehbare Rechtfertigungen aussprechen und bei deren Nichtbefolgung mit Strafe drohen. Der Inhalt des Schuldgefühls ist dann für Kaufmann hauptsächlich die Angst vor Strafe angesichts der Verletzung eines zufälligen Gebots. Das erkläre unter anderem, wieso manche Menschen wegen unbedeutender Kleinigkeiten in Schuld vergehen, während andere die größten Verbrechen mit ruhigem Gewissen verüben. Kaufmann nennt Schuldgefühle eine „ansteckende Krankheit, die die Befallenen schädigt und die in ihrer Nähe Lebenden gefährdet. Die Befreiung von der Schuld kündigt den Anbruch der Autonomie an.“

## Schuld in der Literatur
Schuld ist ein häufig behandeltes Thema in der Literatur. Einschlägige Beispiele finden sich etwa im Werk von Fjodor Dostojewski (Schuld und Sühne, 1866: Die Dämonen, 1873; Die Brüder Karamasow, 1878–1880). Im 20. Jahrhundert hat Max Frisch in seinem erzählerischen Werk immer wieder das Thema der Schuld und des Schuldbewustseins des Mannes in der Beziehung zur Frau aufgegriffen.